# 인도-태평양

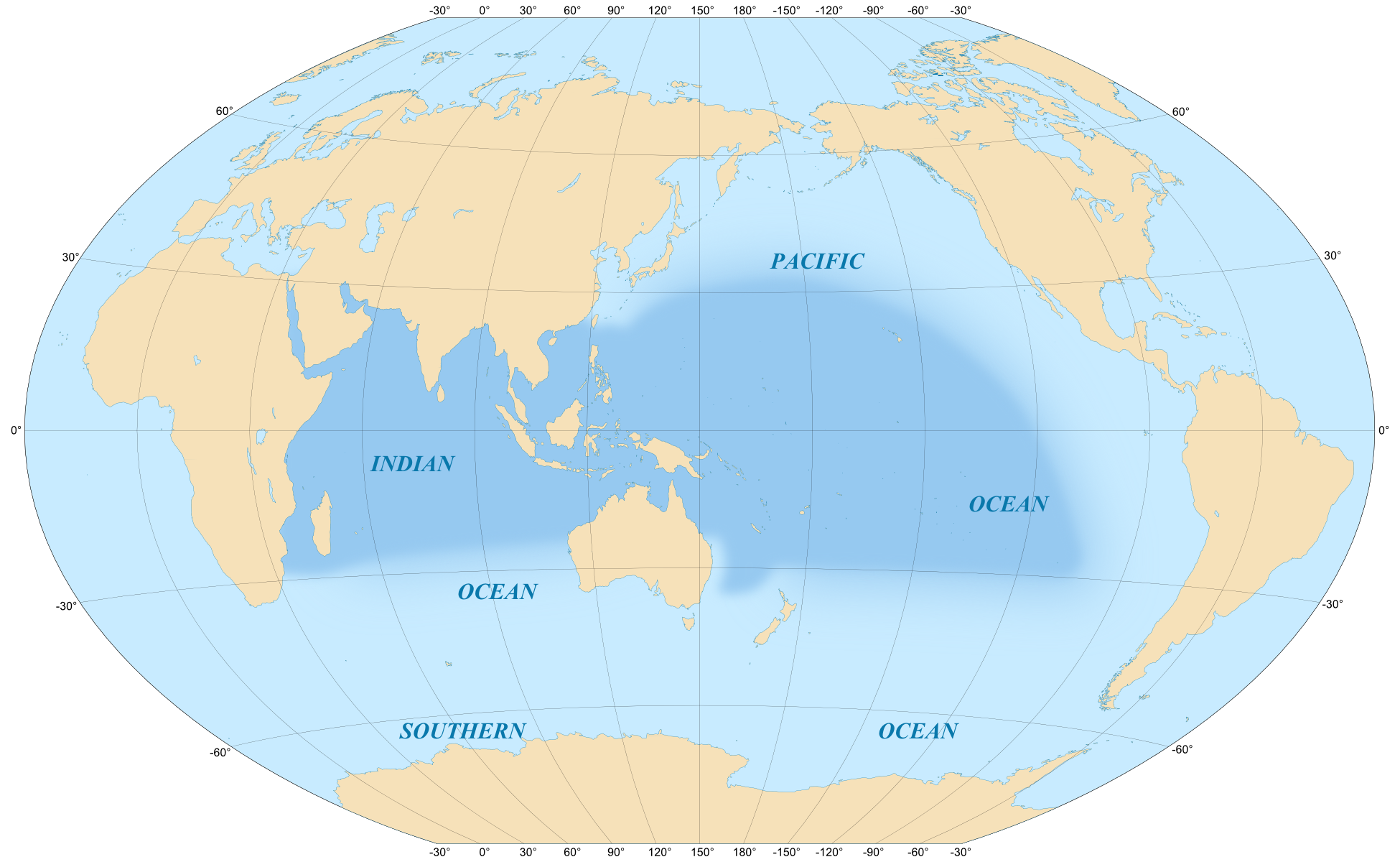
인도-태평양의 생물지리학적 지역

인도-태평양(Indo-Pacific) 또는 인도-서태평양(Indo-West Pacific)은 인도양의 열대수역, 태평양 중부와 서부, 또 인도네시아 일반 지역의 둘을 잇는 바다들을 이루는 지구의 생물지리학적 해양 지역의 하나이다. 인도양과 태평양의 온대, 극지역이라든지, 열대 동부 태평양, 아멜카 태평양 해안은 포함되지 않는다.

## 상세

### 해양적 측면
오대양 중에서 인도양과 태평양을 아우르고 있으며, 이 지역은 예외적으로 높은 종다양성을 보유하고 있는데, 여기에는 3,000종의 물고기가 포함된다. 특히 인도-태평양 지역의 연근해에서는 종다양성과 함께 어획 강도 또한 높다.

### 지역적 측면
기존에 사용되었던 복합적 의미의 단어인 아시아 태평양보다 조금 더 포괄적인 단어이다. 아시아 태평양이 태평양 서부 연안 지역을 주로 지칭하였다면, 인도 태평양은 아시아를 넘어서 인도양과 태평양을 모두 포함하는 거대한 지역적 차원의 의미를 내포하고 있다.

#### 지정학적 측면
버락 오바마 행정부의 아시아로 재균형(Pivot to Asia) 외교정책은 서태평양과 동인도양 해상의 연속성에 기초하여 아시아와 태평양, 즉 아태(亞太)지역을 중심 지역으로 지정하였다. 이후 도널드 트럼프 행정부에서는 기존의 외교 정책을 폐기하고, 새로운 외교정책으로 인도-태평양 전략을 발표하였다. 이는 기존의 아태(亞太)지역에서 확장된 인도 태평양, 즉 인태(印太)지역에서 미국의 주요 목표 및 역할에 대한 외교 구상이었다.

## 같이 보기
- 아시아 태평양
- 인도-태평양 전략
- 인도양
- 태평양